# Arseniwka (Nowoukrajinka)
Arseniwka (ukrainisch Арсенівка; russisch Арсеневка Arsenewka) ist ein Dorf in der Oblast Kirowohrad im Zentrum der Ukraine mit etwa 80 Einwohnern (2004).
Arseniwka liegt am Ufer des Welyka Wys, 33 km südöstlich vom ehemaligen Rajonzentrum Nowomyrhorod und etwa 60 km nordwestlich der Oblasthauptstadt Kropywnyzkyj.
Am 12. Juni 2020 wurde das Dorf ein Teil der neugegründeten Landgemeinde Marjaniwka, bis dahin war sie Teil der Landratsgemeinde Wesseliwka (Веселівська сільська рада/Wesseliwska silska rada) im Süden des Rajons Nowomyrhorod.
Am 17. Juli 2020 kam es im Zuge einer großen Rajonsreform zum Anschluss des Rajonsgebietes an den Rajon Nowoukrajinka.

## Persönlichkeiten
Im Dorf kam 1845 der ukrainische Schauspieler, Schriftsteller und Dramatiker Iwan Karpenko-Karyj zur Welt.